# Chaetodon marleyi
Chaetodon marleyi é uma espécie de peixe da família Chaetodontidae.
Pode ser encontrada nos seguintes países: Moçambique e África do Sul.